# Erigorgus ambiguus
Erigorgus ambiguus là một loài tò vò trong họ Ichneumonidae.